# Katastrofa lotu Japan Airlines 715
Katastrofa lotu Japan Airlines 715 - katastrofa lotnicza, która wydarzyła się 27 września 1977 roku. Samolot Douglas DC-8-62H linii Japan Airlines rozbił się podczas podejścia do lądowania na lotnisku w Kuala Lumpur. W wypadku zginęły 34 osoby.

## Przebieg wypadku
Samolotem, który uległ wypadkowi był wyprodukowany w 1971 roku Douglas DC-8-62H należący do japońskich linii lotniczych Japan Airlines, posiadający numery rejestracyjne JA8051. W dniu wypadku miał wylatane 19 225 godzin. Samolot wykonywał regularny lot na trasie Hongkong-Singapur z międzylądowaniem w Kuala Lumpur w Malezji. Kontroler lotów w Kuala Lumpur zezwolił załodze na podejście do lądowania na pasie startowym nr 15, panowały kiepskie warunki pogodowe. Podczas podejścia kapitan zniżył się poniżej minimalnej bezwzględnej wysokości zniżania, po czym samolot zahaczył silnikami o czubki drzew, a samolot rozbił się o wzniesienie na plantacji kauczuku Elmina, 6 kilometrów od progu pasa startowego. W wypadku zginęły 34 osoby, 45 zostało rannych.

## Przyczyny
Śledztwo w sprawie wypadku przeprowadził Malezyjski Departament Lotnictwa Cywilnego. Przyczyną wypadku było zejście poniżej minimalnej bezwzględnej wysokości zniżania, mimo iż kapitan nie dostrzegł wizualnie pasa startowego. Dodatkowo drugi pilot nie kontrolował przyrządów, które wskazywałyby, że samolot zszedł poniżej ścieżki schodzenia.